# Мойский Свято-Троицкий монастырь
Мойский Свято-Троицкий монастырь — недействующий мужской монастырь Самарской епархии Русской православной церкви, расположенный в селе Мойка Самарской губернии во второй половине XIX — первой трети XX веков. С 2012 года расположен на территории Отрадненской епархии.
Был основан в конце 1850-х годов на средства и на земле, пожертвованными местными сельскими помещиками. К февралю 1860 года были отстроены необходимые здания, и сформировалась монастырская община, которую в августе того же года Святейший синод утвердил в статусе нештатного общежительного монастыря. Монастырская братия достигала 38 человек, при монастыре имелась церковно-приходская школа, библиотека и четыре храма: три на территории монастыря и один в отдаленной киновии. В 1915 году монастырь пострадал от пожара, но быстро был восстановлен. После установления советской власти некоторое время существовал под видом сельскохозяйственной артели, но затем был закрыт, а все постройки уничтожены.

## История
В конце 1850-х годов государственный крестьянин Лаврентий Кузмин, и несколько его сподвижников, представлявших разные сословия, решили посвятить себя монашеской жизни, и «соорудить с Божией помощью, обитель для христиан мужского пола».
Помещица села Ключегорье Бузулукского уезда Самарской губернии, вдова капитана артиллерии, Анна Путилова пожертвовала для создания монастыря 110 десятин (120 га) земли, купленных ею у своего брата Н. И. Христа около границы между Самарским, Бузулукским и Бугурусланским уездами, с условием, чтобы в обители совершали вечное поминовение по её мужу и другим родственникам. Кроме того, для поддержания монастыря она пожертвовала ещё 200 десятин (218 га), выделенные ей из своего наследного имения в селе Ключегорье, с тем, чтобы там была устроена небольшая киновия, для нескольких отшельников, в это время обитавших в ключегорских пещерах.
В апреле 1858 года Лаврентий Кузмин обратился с ходатайством об открытии обители к самарскому епископу Феофилу, который препроводил прошение в Святейший синод. В 1859 году владелец деревни Мойка Н. Христ отвёл землю для размещения кладбища и строительства храма при нём.
К октябрю 1859 года были построены небольшая кладбищенская деревянная церковь, деревянный корпус на 8 келий с трапезной, деревянный дом настоятеля с несколькими кельями и палисадником и некоторые другие постройки. В феврале 1860 года сложилась монастырская община.
Святейший синод считал открытие мужского монастыря в Самарской епархии весьма полезным как для влияния на религиозно-нравственную жизнь в окрестностях, так и для ослабления позиций старообрядцев в регионе. Учитывая, что для открытия монастыря уже почти всё было готово, имелась церковь и иные здания, а будущее обители было достаточно обеспеченным благодаря землевладению, Синод постановил:
1. открыть на реке Самаре близ села Мойка, на землях, жертвуемых вдовой капитана Путилова, мужской общежительный монастырь, с именованием его Свято-Троицким по пожеланию жертвовательницы земли;
2. закрепить в собственности монастыря все 310 десятин пожертвованной земли;
3. численность монастырской братии определять по доступным для этого средствам монастыря;
4. настоятель должен избираться братией из своего числа и утверждаться епархиальным архиереем;
5. монастырь должен существовать на собственные средства безо всякой помощи из казны;
6. в Ключегорье, на жертвуемой Путиловой земле обустроить киновию, где разместить несколько монахов, «любящих уединение» для наблюдения за монастырским хозяйством, а после устроения здесь церкви совершать в ней вечное поминовение покойного мужа Путиловой.

20 августа 1860 года император Александр II утвердил определение Святейшего синода «Объ открытіи въ Бузулукскомъ уѣздѣ, близъ села Мойки, мужескаго общежительнаго монастыря съ киновіею».
В 1861 году в монастыре было 33 насельника: 3 иеромонаха, 1 иеродиакон, 3 манатейных монаха, 9 рясофорных послушников, 4 послушника и 13 трудников.
В монастыре имелись библиотека, насчитывавшая сто книг, и выписывавшая журналы «Странник» и «Современный листок», и архив, в котором хранились дела с момента основания обители. В 1887 году в монастыре на правах школы грамоты было открыто училище.
В 1905 году монастырь был обнесён каменной оградой, в которой с южной стороны были построены новые ворота с аркой, над которой установили крест.
29 декабря 1915 года в монастыре вспыхнул пожар, в огне сгорело много построек, в том числе странноприимный дом. В 1916 году он, как и часть других зданий был построен заново. В 1916 году в монастыре проживало 38 человек: 8 иеромонахов, 2 иеродиакона, 12 монахов, 2 рясофорных послушника и 14 трудников.
После установления советской власти монастырь со всем имуществом перешёл в ведение уездного земельного отдела. На монастырской земле была организована коммуна «Солнце правды», в 1921 году объединённая с другими коммунами и преобразованная в сельхозартель имени Клары Цеткин. В 1919 году был арестован и по приговору ревтрибунала расстрелян один из иеромонахов монастыря — Иван Романов. В 1922 году бузулукская уездная комиссия по учёту церковного и монастырского имущества изъяла ценности из Мойского монастыря: были изъяты икона Божией Матери в серебряной ризе, серебряное кадило, дарохранительница, серебряный ковчег — всего 12 серебряных вещей.
Вскоре после этого монастырь был окончательно закрыт, но точную дату его ликвидации установить пока не удалось. В 1930-е годы все монастырские постройки были разрушены, архитектурный комплекс был уничтожен.
В марте 1993 году глава администрации Самарской области издал распоряжение о восстановлении монастыря и его передаче в ведение Самарской епархии, однако постановление реализовано не было.

## Настоятели и насельники

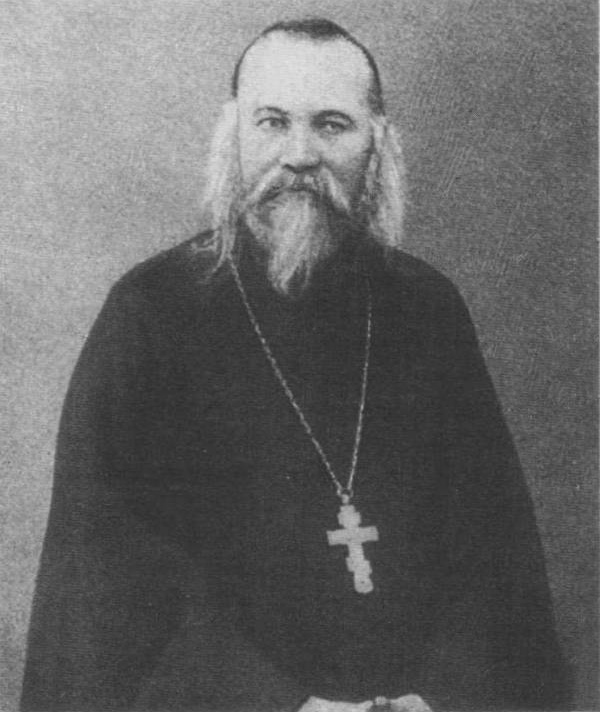
Иеромонах Антоний (Смирнов)

С момента образования обители и по март 1865 года её настоятелем был иеромонах Иоанникий (И. Сергеев). После него пост настоятеля занял иеромонах Аарон (А. Соколов), монах из Спасо-Преображенского Бузулукского мужского монастыря, возглавлявший монастырь по октябрь 1873 года, ранее принимавший участие в Крымской войне и награждённый за участие в боях бронзовым крестом на ленте ордена Святого Владимира, а за смиренную жизнь награждённый набедренником.
Позднее настоятелем были иеромонах Геронтий, также выходец из Спасо-Преображенского Бузулукского мужского монастыря
C 1878 по 1888 год строителем и настоятелем монастыря был иеромонах Николай (Кожевников), ранее бывший экономом Самарского архиерейского дома, за заслуги по епархиальному ведомству в 1885 году возведённый в сан игумена. Позднее обитель возглавлял игумен Авраам (по июль 1910 года)
Последним настоятелем монастыря с 1911 по октябрь 1917 года был иеромонах Флавиан (Ф. Шаповалов).
Игумен, миссионер, один из основателей Союза русского народа Арсений (Алексеев) с 1860 по 1863 год пребывал в Мойском Свято-Троицком монастыре в качестве послушника.
Пятнадцать лет провёл в монастыре послушником будущий иеромонах Антоний (в миру Василий Смирнов). В годы Первой мировой войны он был корабельным священником минного заградителя «Прут», погиб вместе с кораблём, и посмертно был награждён орденом Святого Георгия 4-й степени.

## Имущество
Основу владений монастыря составляли земельные участки: помещик Николай Иванович Христ в 1859 году пожертвовал 3 десятины (3,3 га) под строительство храма и монастырское кладбище. Его сестра, вдова артиллерийского капитана, Анна Ивановна Путилова пожертвовала обители 310 десятин (339 га), из которых 110 десятин занимали монастырские постройки, а 200 десятин — киновия. Их близкий родственник, помещик Меч в 1884 году пожертвовал обители ещё 160 десятин (175 га), и на 30 десятин (33 га) увеличилось монастырское владение благодаря помещице Васильевой.
Для размещения настоятеля и братии на территории монастыря имелось 4 деревянных корпуса. Кроме этого имелись сапожная, портняжная, плотничья, бондарная мастерские, кухня с пекарней, трапезная, просфорная. Во владении монастыря также был кирпичный завод мощностью 150 тысяч штук в год, позднее увеличенной до 200 тысяч.
Имелось внутри обители кладбище для монашествующих, на котором за особую плату могли быть похоронены и миряне.
За монастырской оградой находился странноприимный дом, построенный в 1860 году. В 1881 году к нему был сделан пристрой. Также имелись скотный двор, два хозяйственных двора, рига для молотьбы хлеба, каменная хлебная сушилка. Рядом с сушилкой в 1883 году соорудили мельницу с двумя поставами. На скотном дворе содержалось 15 лошадей и 8 коров.
В двух верстах от обители в 1865 году была построена киновия. Она была обнесена деревянной оградой, в ней имелся деревянный флигель на 3 кельи и домовая церковь. Также имелся пчельник на 200 ульев.
В 1871 году братия заложила фруктовый сад площадью 12 400 квадратных сажень (5,6 га), где было посажено 700 яблонь.

### Монастырские храмы
Всего в монастыре было четыре храма.
Первым в 1859 годы был построен деревянный однопрестольный храм во имя святителя Николая Чудотворца. Изначально он был кладбищенским, а в 1860 году перешёл монастырю. Храмовый праздник отмечался 6 декабря.
В 1876 году на средства прихожан был построен тёплый каменный однопрестольный храм, освящённый во имя иконы Божией Матери «Живоносный источник». При храме появилась первая колокольня, также каменная, с шестью колоколами, стоявшая отдельно на каменных столбах. Храмовый праздник отмечался в пятницу на Пасхальной неделе.
В 1881 году на средства благотворителей был построен тёплый деревянный двупрестольный храм. Главный престол был освящён во имя Рождества Пресвятой Богородицы, а придел во имя Рождества Иоанна Предтечи. В храме размещались двухэтажные настоятельские кельи, под храмом имелся подвал. Храмовые праздники отмечались 7 сентября для главного престола и 7 января в приделе.
Также у монастыря имелась деревянная однопрестольная домовая Иоанно-Предтеченская церковь в загородном ските. Рядом с ней на столбах висело 4 колокола, а в подвале находилась просфорная. В 1885 году храм был перестроен и покрыт железом.